# Alfabet mongol
L'alfabet mongol o escriptura mongol tradicional o clàssica (en escriptura mongol: ᠮᠣᠩᠭᠣᠯ
ᠪᠢᠴᠢᠭ, Mongγol bičig; en alfabet ciríl·lic mongol: Монгол бичиг Mongol bichig), també conegut com a Hudum Mongol bichig, va ser el primer sistema d'escriptura creat específicament per a la llengua mongol, i fou el més usat fins a la introducció del ciríl·lic el 1946. Derivat de l'antic alfabet uigur, el mongol és un autèntic alfabet, amb lletres diferents per a consonants i per a vocals. L'alfabet mongol ha estat adaptat per escriure llengües com l'Oirat i el Manxú. S'han utilitzat alfabets basats en aquesta escriptura clàssica vertical a la Mongòlia Interior i altres parts de la Xina fins a l'actualitat per escriure mongol, Xibe i, experimentalment, Evenki.

## Història

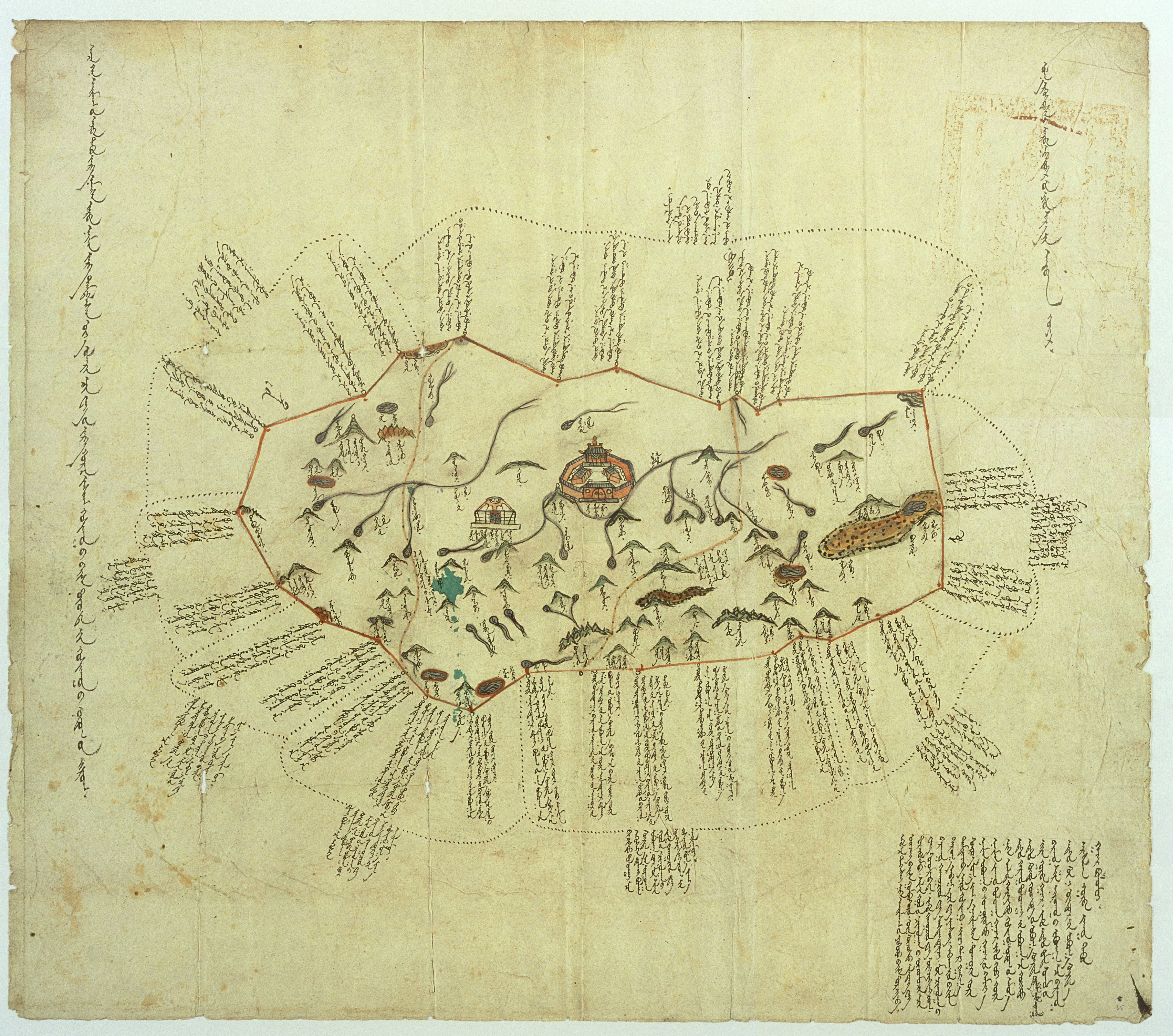
Estàndard de Tüden a l'aimag de Setsen Han, a l'est de Mongòlia. Escriptura en alfabet mongol

L'escriptura mongol vertical es va desenvolupar com una adaptació de l'antic alfabet uigur per a la llengua mongol.:545 Del segle VII i VIII fins al XV i XVI, la llengua mongol es dividia en els dialectes meridional, oriental i occidental. Els principals documents del període mitjà són: en el dialecte oriental, el text famós La història secreta del Mongols, monuments en l'escriptura quadrada, materials del Glossari xinès-mongol del segle xiv zh (Chinese–Mongolian glossary of the fourteenth century) [zh], i materials de llengua mongol del període mitjà en transcripció xinesa, etc.; En el dialecte occidental, materials del diccionari àrab-mongol i del diccionari persa-mongol, textos mongols en transcripció àrab, etc. Les característiques principals del període són que les vocals ï i i havien perdut el valor fonemàtic, creant el fonema i (en el dialecte Chakhar, el Mongol Estàndard de la Mongòlia Interior, encara es manté la diferenciació); les consonants intervocàliques γ/g, b/w havien desaparegut i el procés preliminar de la formació de vocals llargues mongols ja havia començat; l'inicial h es va conservar en moltes paraules; les categories gramaticals eren parcialment absents, etc. El desenvolupament sobre aquest període explica per què l'escriptura mongol sembla una escriptura àrab vertical (en particular la presència del sistema de punt).:1–2
Amb el temps, es van fer concessions menors a les diferències entre l'uigur i el mongol: en els segles xvii i xviii, es van associar versions més llises i més angulars de la lletra sade amb els sons [dʒ] i [tʃ] respectivament, i en el segle xix, es va adoptar la lletra iod del manxú per representar el so inicial [j]. La lletra zain es va deixar d'utilitzar, ja que era redundant per al so de [s]. Es van desenvolupar diverses tendències en ortografia, algunes basades en l'ús de diacrítics diacrítics, per evitar l'ambigüitat.:545
El mongol s'escriu verticalment. L'escriptura uigur i els seus descendents — mongol, oirat Clar, Manxú, i Buryat — són els únics sistemes d'escriptura verticals escrits d'esquerra a dreta. Això es va desenvolupar perquè els uigurs van girar 90 graus en el sentit contrari de les agulles del rellotge la seva escriptura derivada del sogdian, originalment escrita de dreta a esquerra, per emular l'escriptura xinesa, però sense canviar l'orientació relativa de les lletres. L'instrument d'escriptura habitual era el càlam fins al segle xviii, quan el pinzell va prendre el relleu sota influència xinesa.:422
Els mongols aprenien la seva escriptura com un sil·labari, dividint les síl·labes en dotze classes diferents, basat en els fonemes finals de les síl·labes, tot del qual acabat en vocals.
El Parlament de Mongòlia va aprovar el 2015 que, en el termini de deu anys, les autoritats mongoles introduïssin per fases l'ús de l'alfabet tradicional, o bichig, al costat del ciríl·lic, que continua essent la forma d'escriptura dominant. En la darrera fase, a partir de 2025, això inclou les comunicacions oficials, els documents d'identitat o la projecció pública de l'alfabet, entre d'altres. El 2020, el govern mongol va anunciar que entrava en la tercera fase de la implementació d'aquest pla, que tenia com un dels seus eixos principals la preparació dels entorns digitals per a l'ús del bichig, a fi de resoldre la problemàtica introducció de l'alfabet mongol a l'estàndard informàtic de caràcters, l'unicode. A la regió de la Mongòlia del Sud —o Interior,— a la Xina, el bichig s'havia continuat usant i les autoritats l'empraven parcialment en alguns webs i rètols públics. A Mongòlia, alguns webs —com el del president— també incloïen versió en alfabet mongol.

## Nom
L'escriptura mongol tradicional és coneguda amb molts altres noms diferents. A causa de la seva forma semblant a l'escriptura uigur, fou conegut com a escriptura uighurjin Mongol guió (mongol: Уйгуржин монгол бичиг). Durant l'era comunista, quan el ciríl·lic va esdevenir el sistema d'escriptura oficial per al mongol: Хуучин монгол бичиг, i l'escriptura tradicional va passar a denominar-se antiga escriptura mongol (Mongol:), en contrast amb la nova escriptura (Mongol:), referint-se al Ciríl·lic. El nom d'antiga escriptura mongol va arrelar, i encara es denomina així entre la generació de més edat, que no va rebre educació en la nova escriptura.

## Lletres
L'alfabet mongol clàssic o tradicional, de vegades anomenat Hudum 'tradicional' en Oirat per contraposició amb escriptura clara (o Todo 'exacte'), és la forma original de l'escriptura mongol utilitzada per escriure la llengua mongol. No distingeix diverses vocals (o/u, ö/ü, a/e final) i consonants (t/d i k/g a inici de síl·laba, i de vegades ǰ/y), distincions que no existien en l'antic alfabet uigur, l'antecedent de l'alfabet mongol. El resultat és una mica comparable al cas de l'anglès, el qual ha de representar deu o més vocals amb únic cinc lletres i utilitza el dígraf th per dos sons diferents. L'ambigüitat de vegades es desfà pel context, mentre que els requisits d'harmonia de vocal i seqüència de síl·laba normalment indiquen el so correcte. A més, mentre hi ha poques paraules amb una ortografia exactament idèntica, les ambigüitats reals són rares per a un lector que coneix l'ortografia.
Les lletres tenen formes diferents depenent de la seva posició en una paraula: inicial, medial, o final. En alguns casos, les variants gràfiques addicionals són seleccionades per harmonia visual amb el caràcter següent.

### Ordre alfabètic
- tradicional: n q/k, (Gamma, ү)/g, b, p, s, š, t, d, l, m, č. .[8]
- modern: n, b, p, q/k, ү/g, m, l, s, š, t, d, č. .[8]
- Existeixen també altres maneres modernes d'ordenar les lletres que s'apliquen en diccionaris específics.[9]

| Caracteres | Caracteres | Caracteres |       | Transliteració | Transliteració      |
| inicial    | central    | final      | Llatí | Ciríl·lic      |                     |
| ---------- | ---------- | ---------- | ----- | -------------- | ------------------- |
|            |            |            |       | a              | А                   |
|            | e          | Э          |       |                |                     |
|            |            |            |       | i, yi          | И, Й, Ы, Ь          |
|            |            |            |       | o, u           | О, У                |
|            |            |            |       | ö, ü           | Ө, Ү                |
|            |            |            |       | n              | Н                   |
|            |            |            |       | ng             | Н, НГ               |
|            |            |            |       | b              | Б, В                |
|            |            |            |       | p              | П                   |
|            |            |            |       | q              | Х                   |
|            |            |            |       | ɣ              | Г                   |
|            |            |            |       | k              | Х                   |
|            | g          | Г          |       |                |                     |
|            |            |            |       | m              | М                   |
|            |            |            |       | l              | Л                   |
|            |            |            |       | s              | С                   |
|            |            |            |       | š              | Ш                   |
|            |            |            |       | t, d           | Т, Д                |
|            |            |            |       | č              | Ч, Ц                |
|            |            |            |       | ǰ              | Ж, З                |
|            |            |            |       | y              | *-Й, Е*, Ё*, Ю*, Я* |
|            |            |            |       | r              | Р                   |
|            |            |            |       | v              | В                   |
|            |            |            |       | f              | Ф                   |
|            |            |            |       | ḳ              | К                   |
|            |            |            |       | (c)            | (ц)                 |
|            |            |            |       | (z)            | (з)                 |
|            |            |            |       | (h)            | (г, х)              |

### Galeria

'Genguis Kan' En escriptura mongol
República Popular de Mongòlia
Estil d'escriptura plegada en l'escut de la província de Govisümber
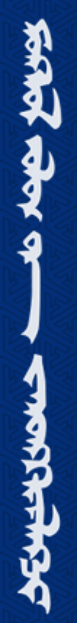
Escriptura mongol escrit en cursiva a mà.
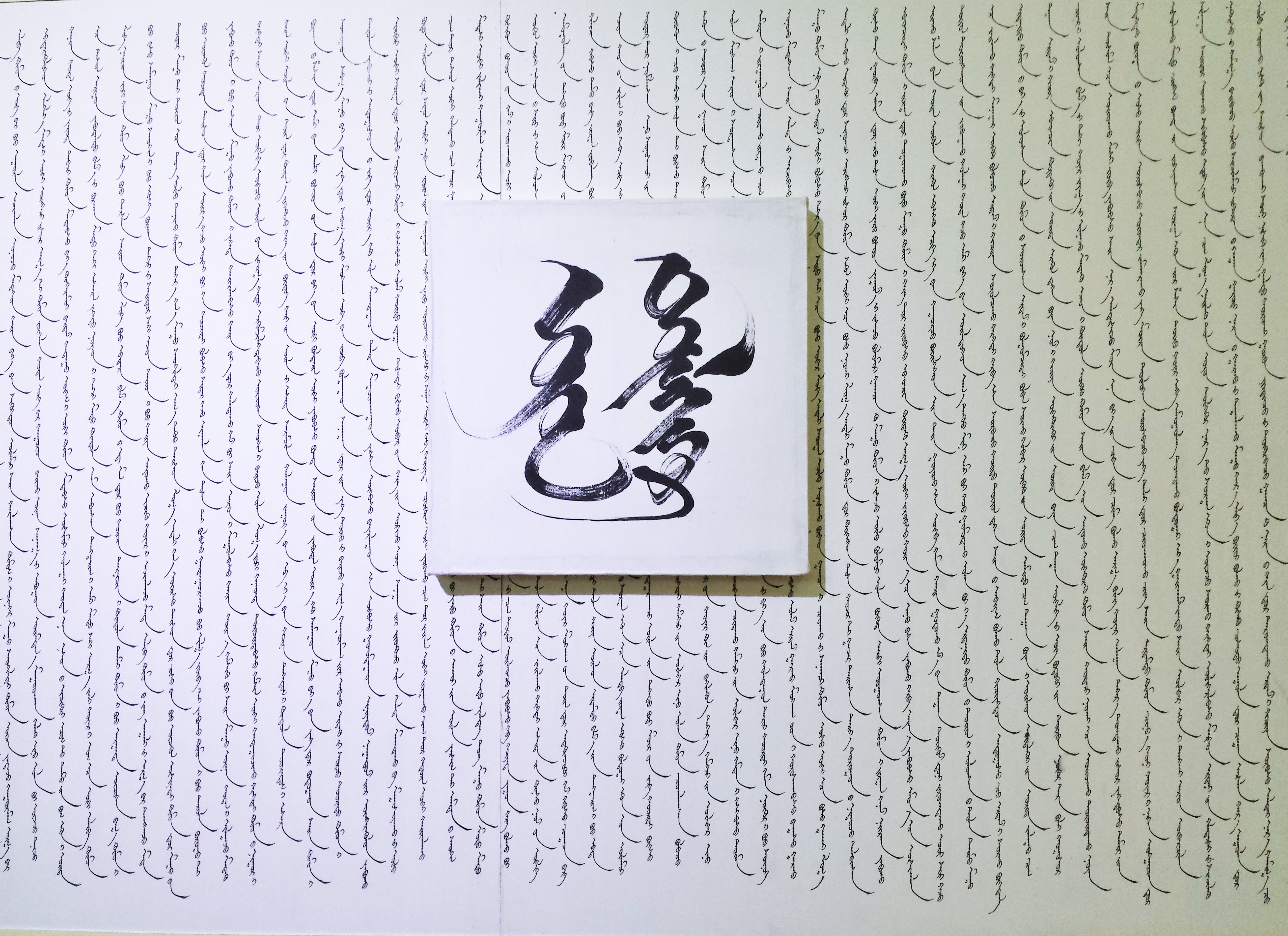
Cal·ligrafia mongol en l'obra de segle xiii Оюун Түлхүүр (Clau d'Intel·ligència)
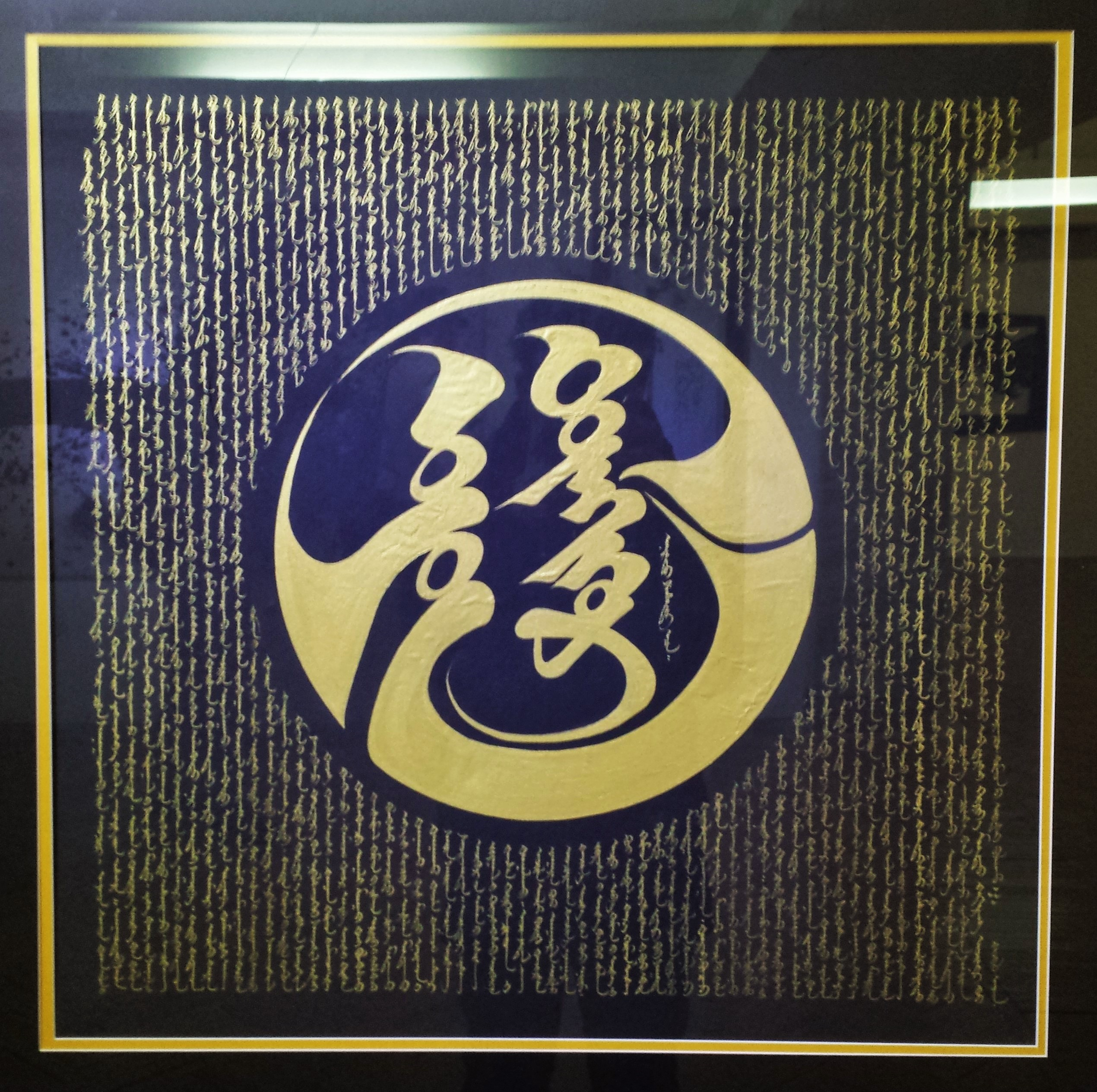
Cal·ligrafia mongol en l'obra del segle xiii Оюун Түлхүүр (Clau d'Intel·ligència)
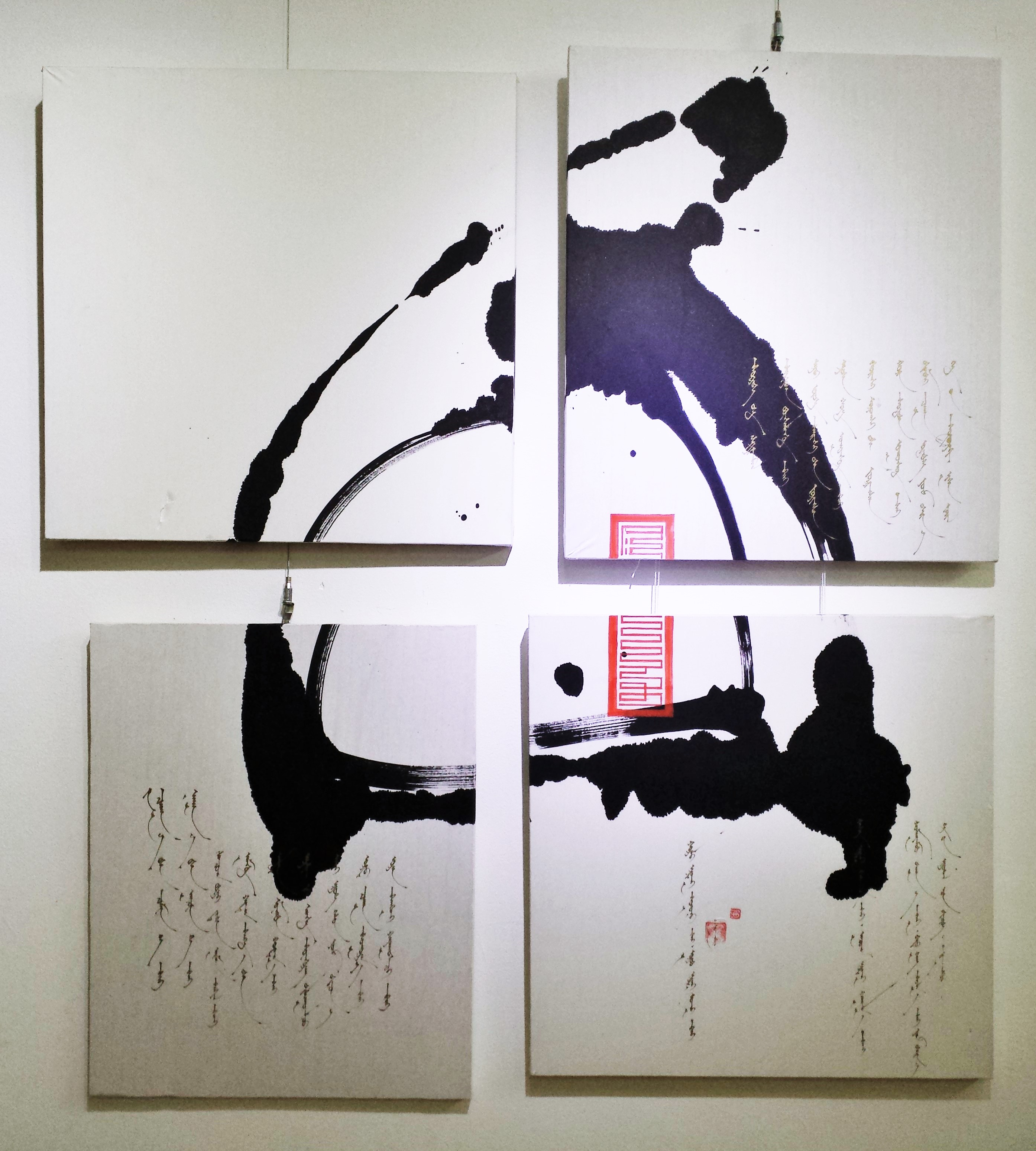
Cal·ligrafia mongol
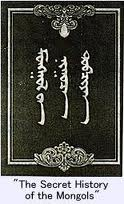
Títol de La història secreta dels mongols en un estil amb cues verticals.
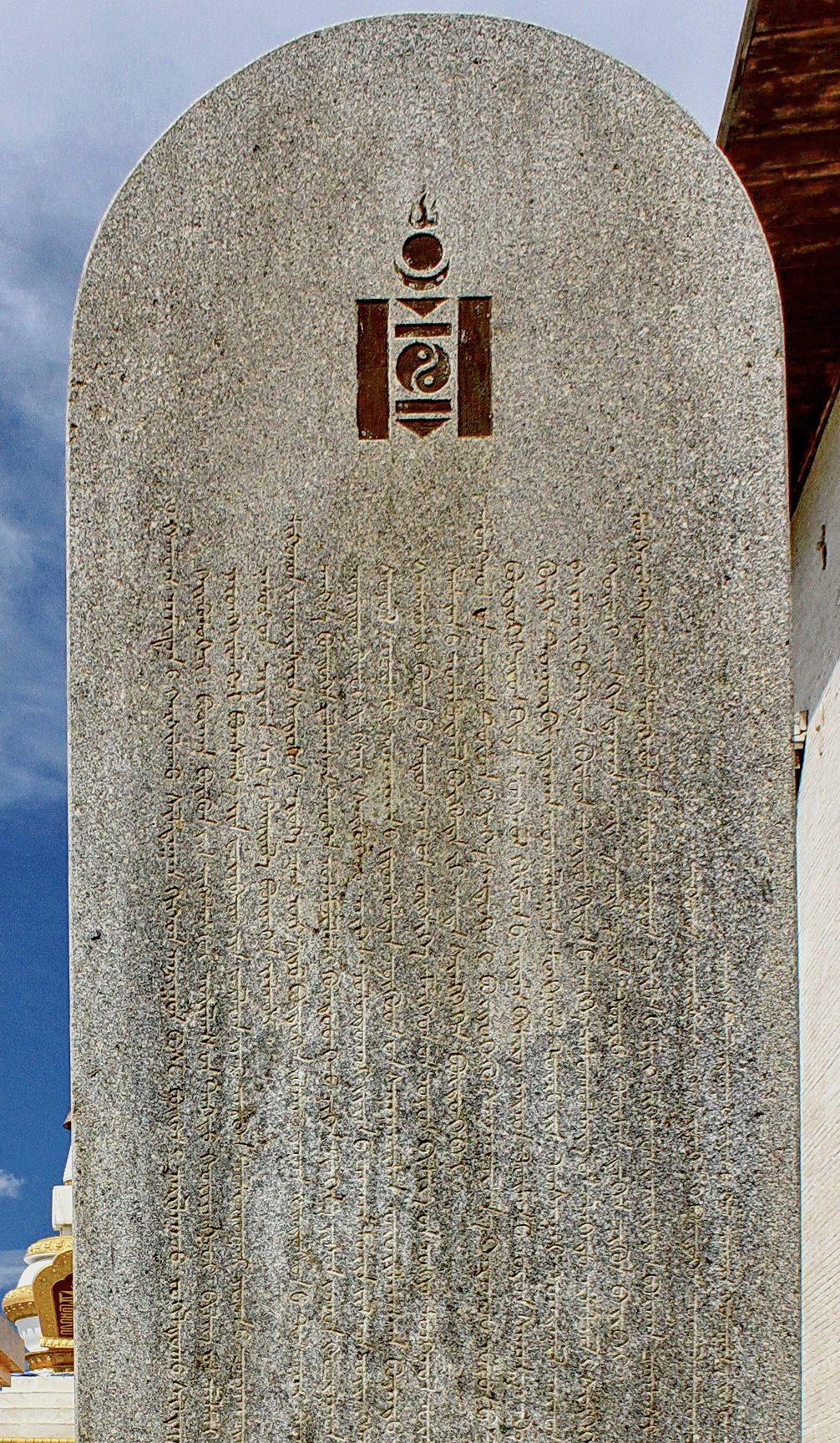
Estela mongol davant del Monestir de Gandantegtxinlen, a Ulan Bator.
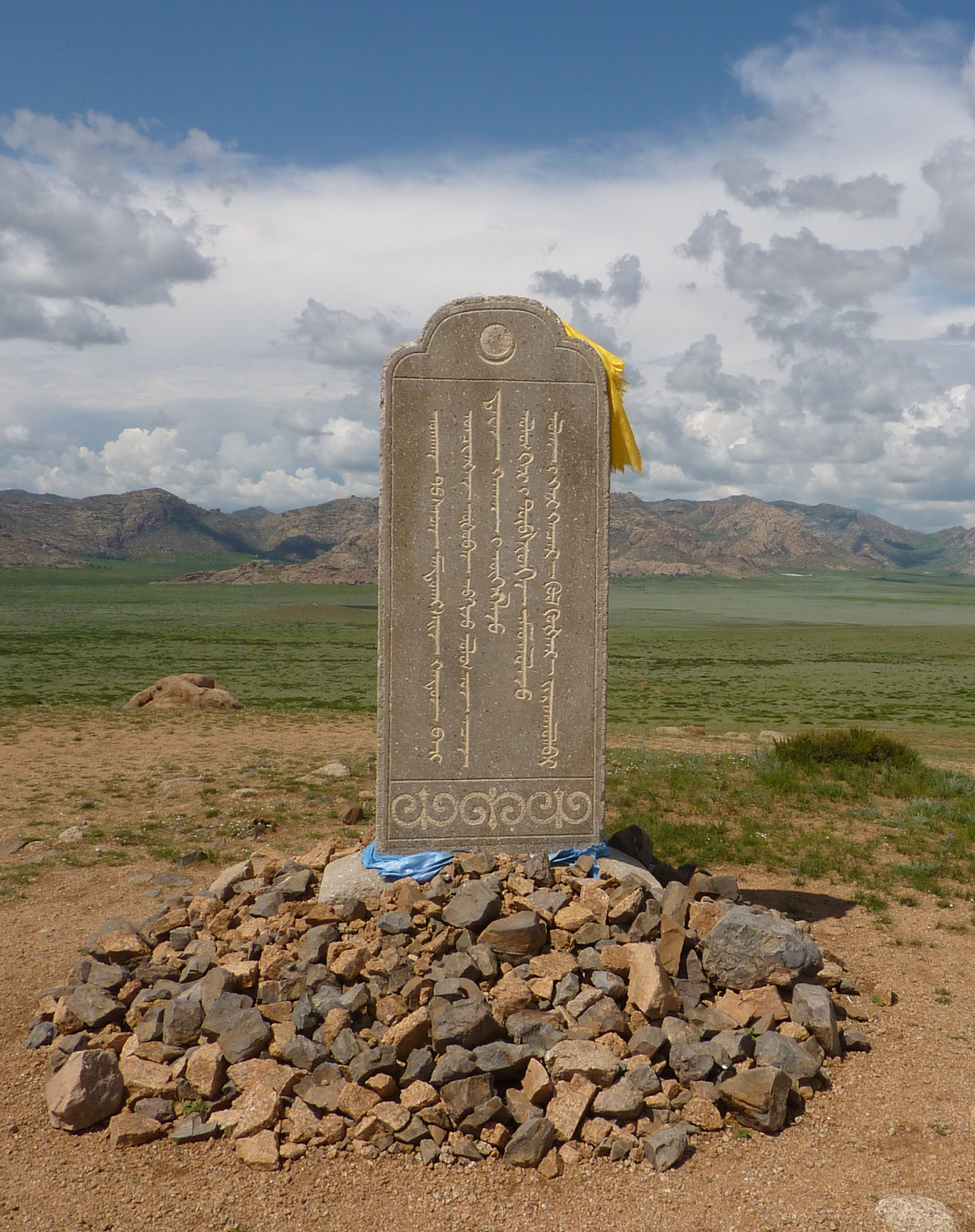
Estela dedicada a la reina Mandukhai la prudent.
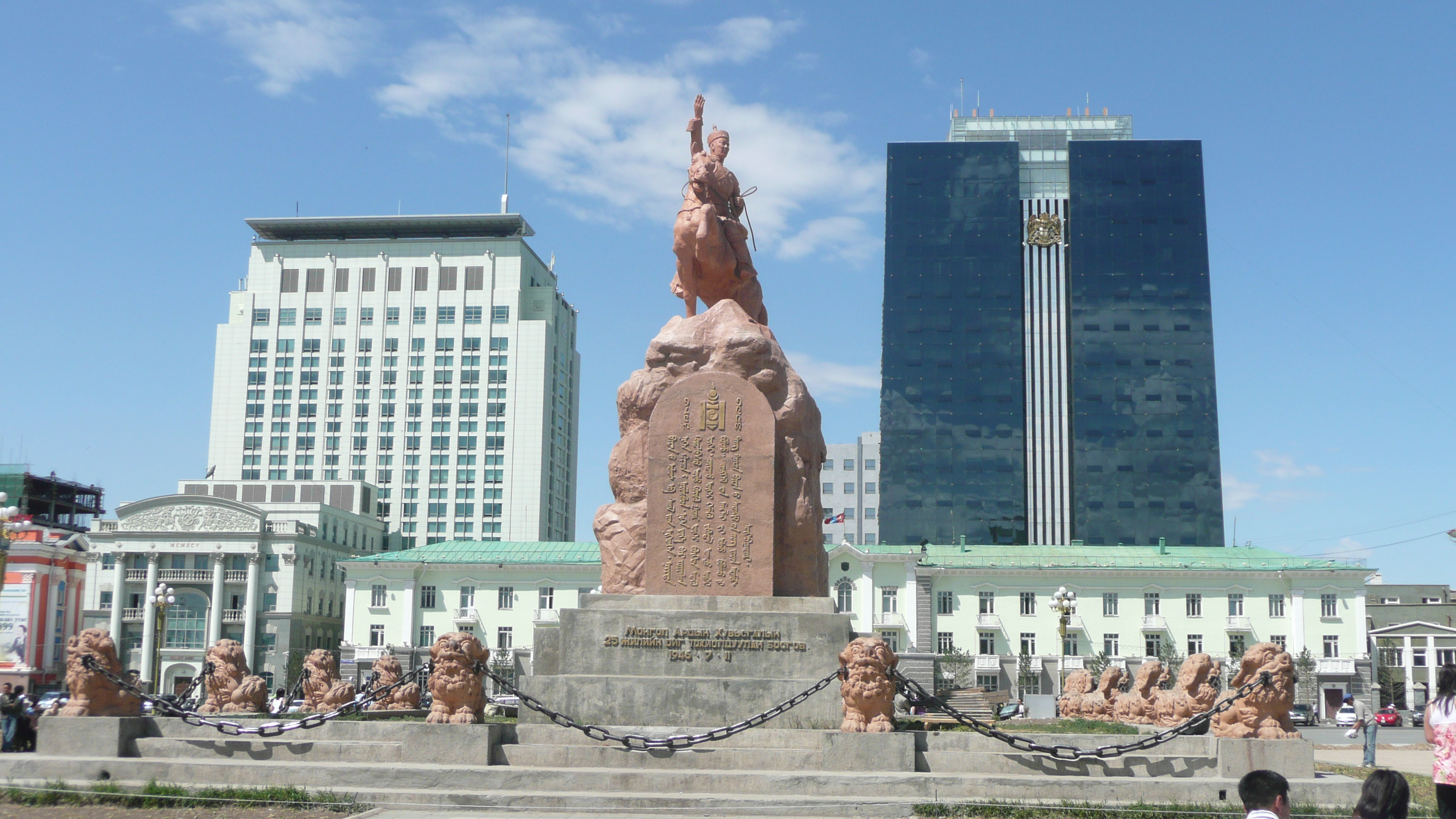
Escriptura mongol en el monument a Sukhbaatar a Ulan Bator, 1946
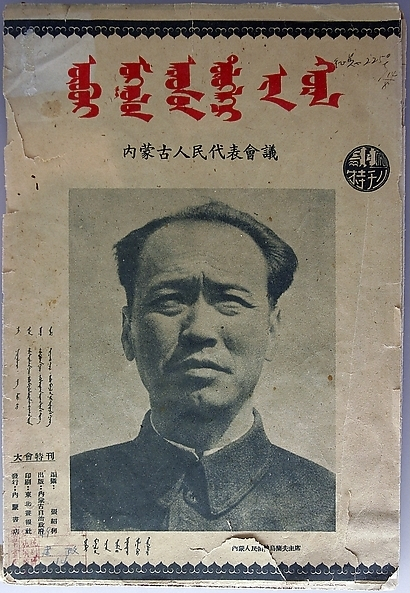
Pàgina de coberta de principis de segle XX amb títol a mà en vermell
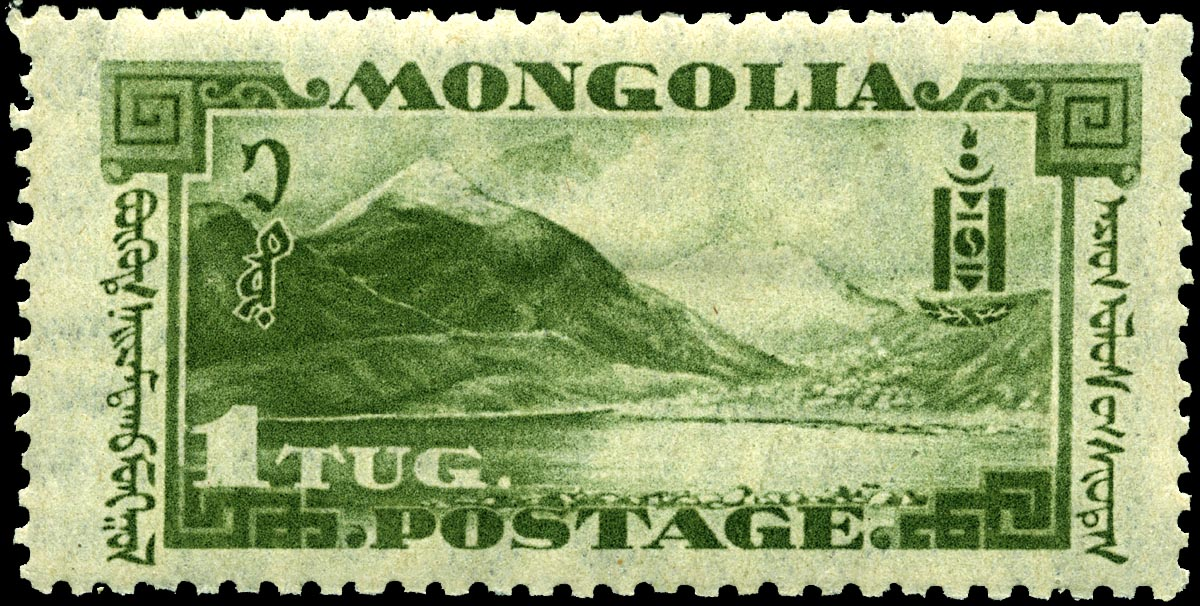
Segell de correus amb paraules incorporades en alfabet manxú, 1932
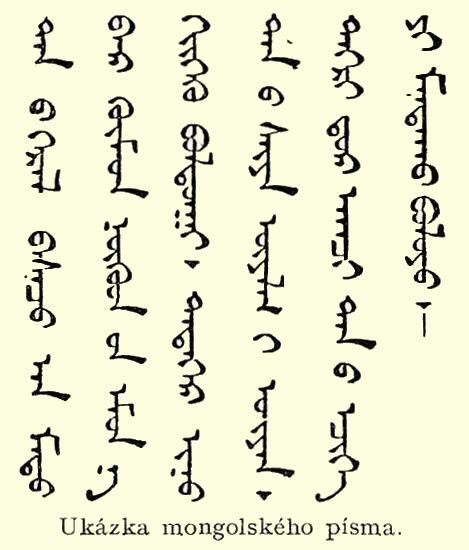
Mostra de text imprès, 1931
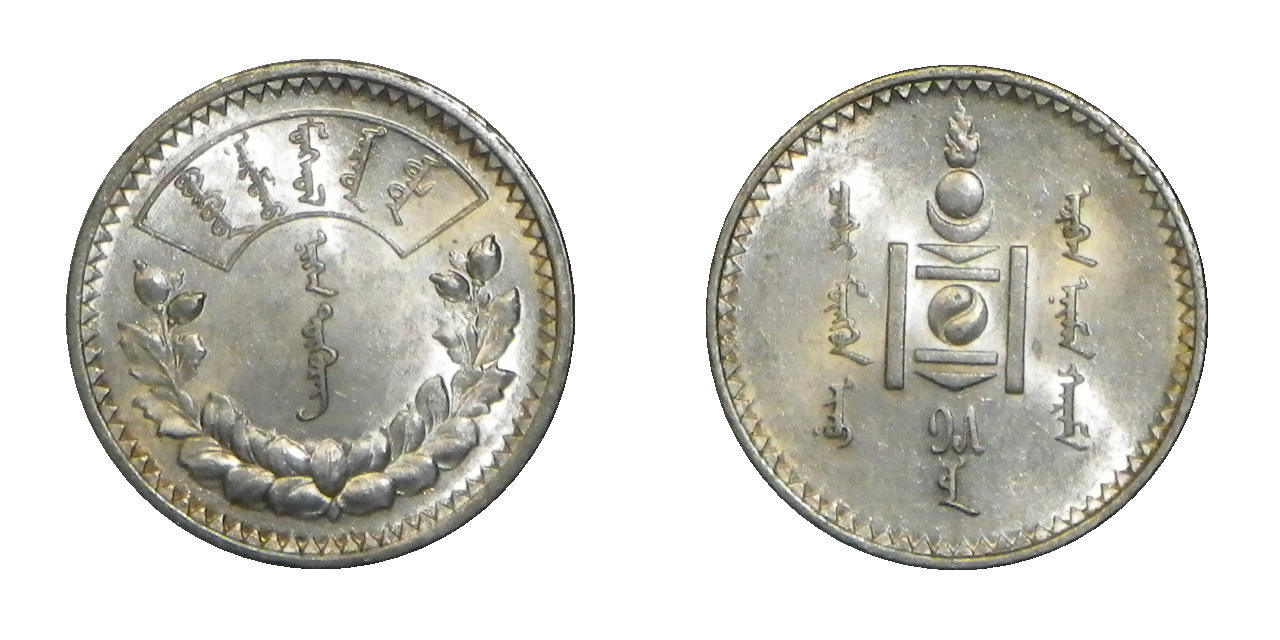
Moneda d'1 Tögrög, 1925
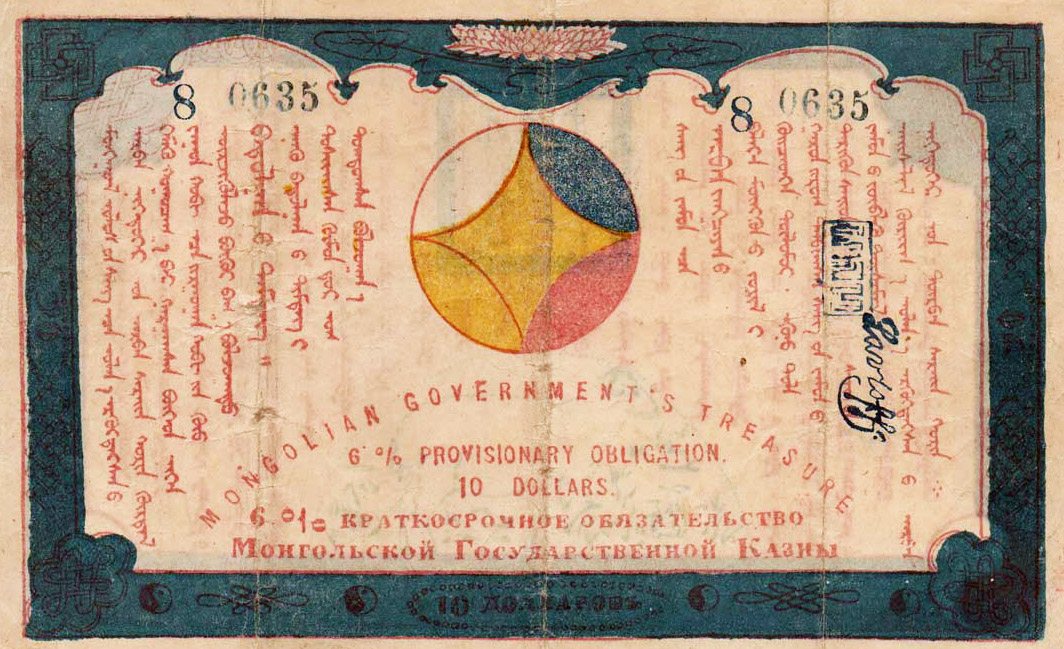
Dòlar mongol amb un cos de text imprès llarg, 1921
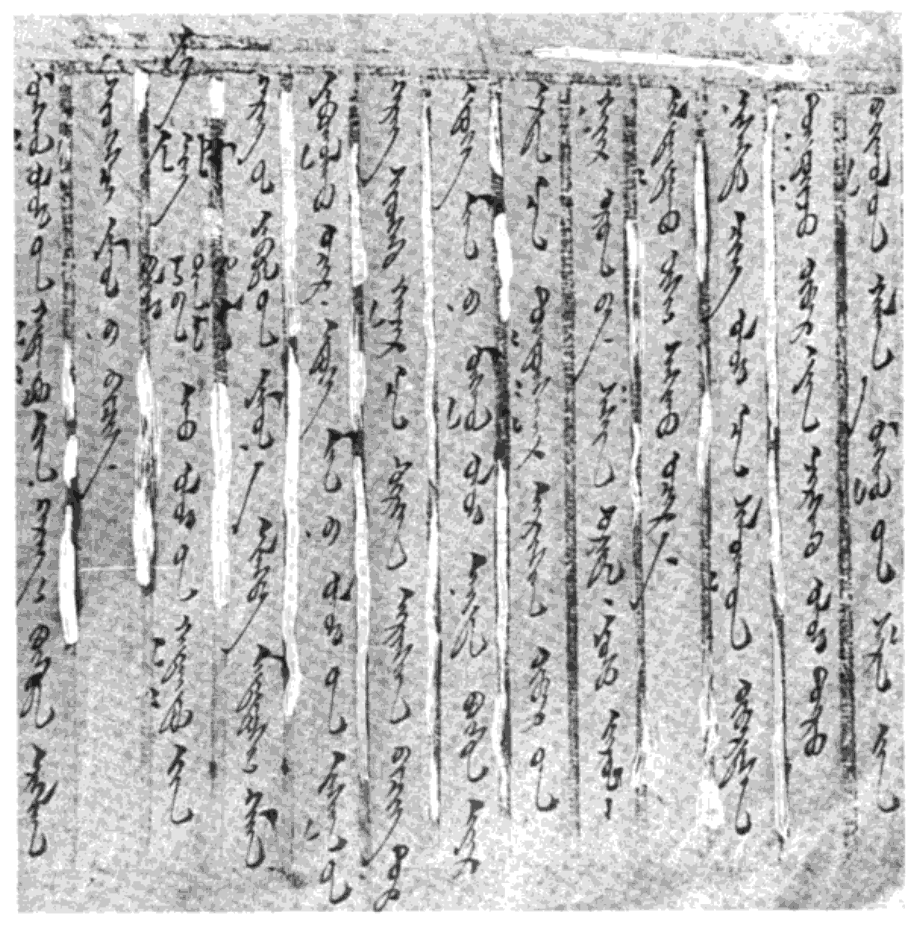
Pàgina escrita amb pinzell de la Declaració d'independència de Mongòlia, 1912
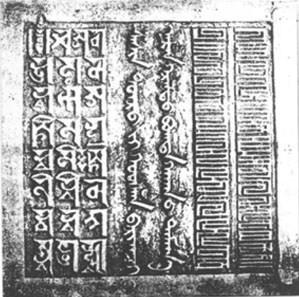
Segell imperial del Bogd Khan, ca 1911
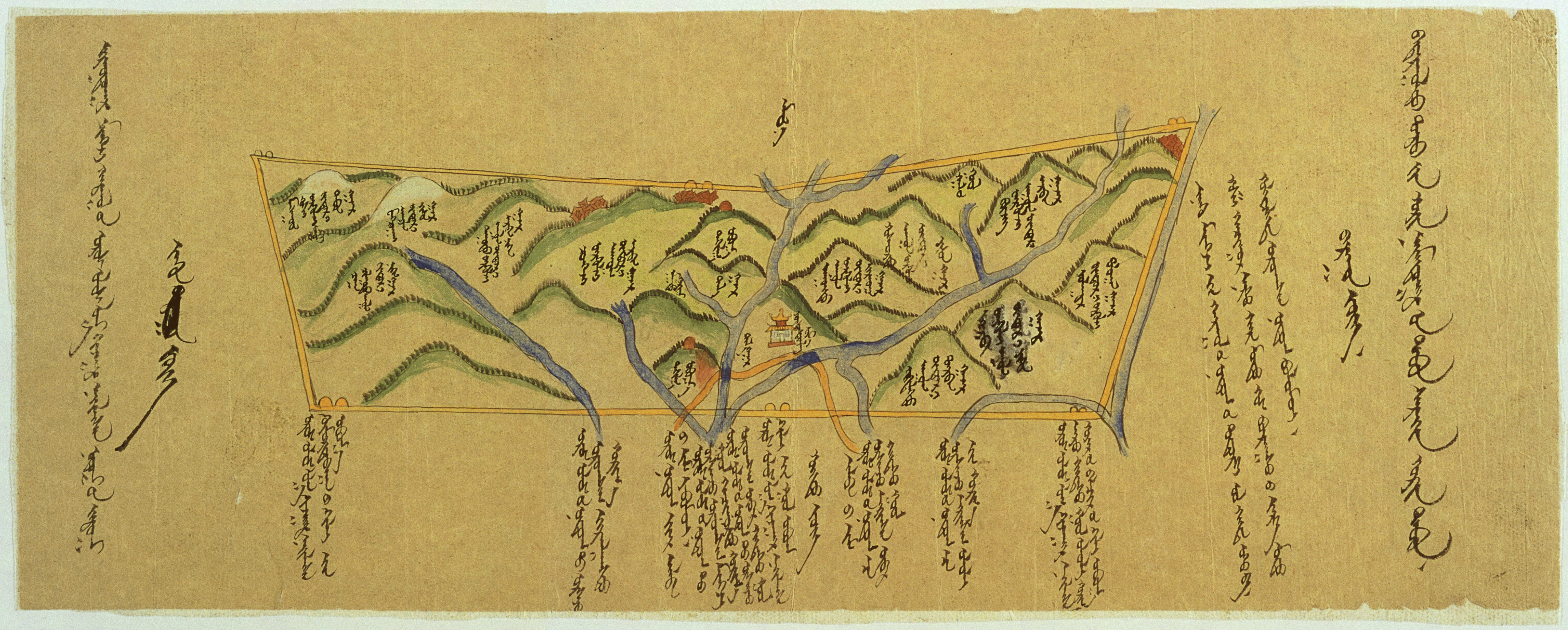
Mapa manuscrit de l'era Qing d'un territori postal, 1902
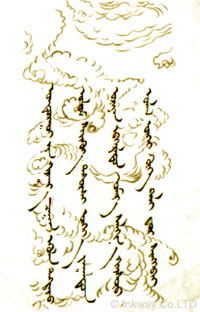
El poema de Injinash, escrit amb pinzell, segle XIX
- Manuscrit sutra mongol, segle XIX
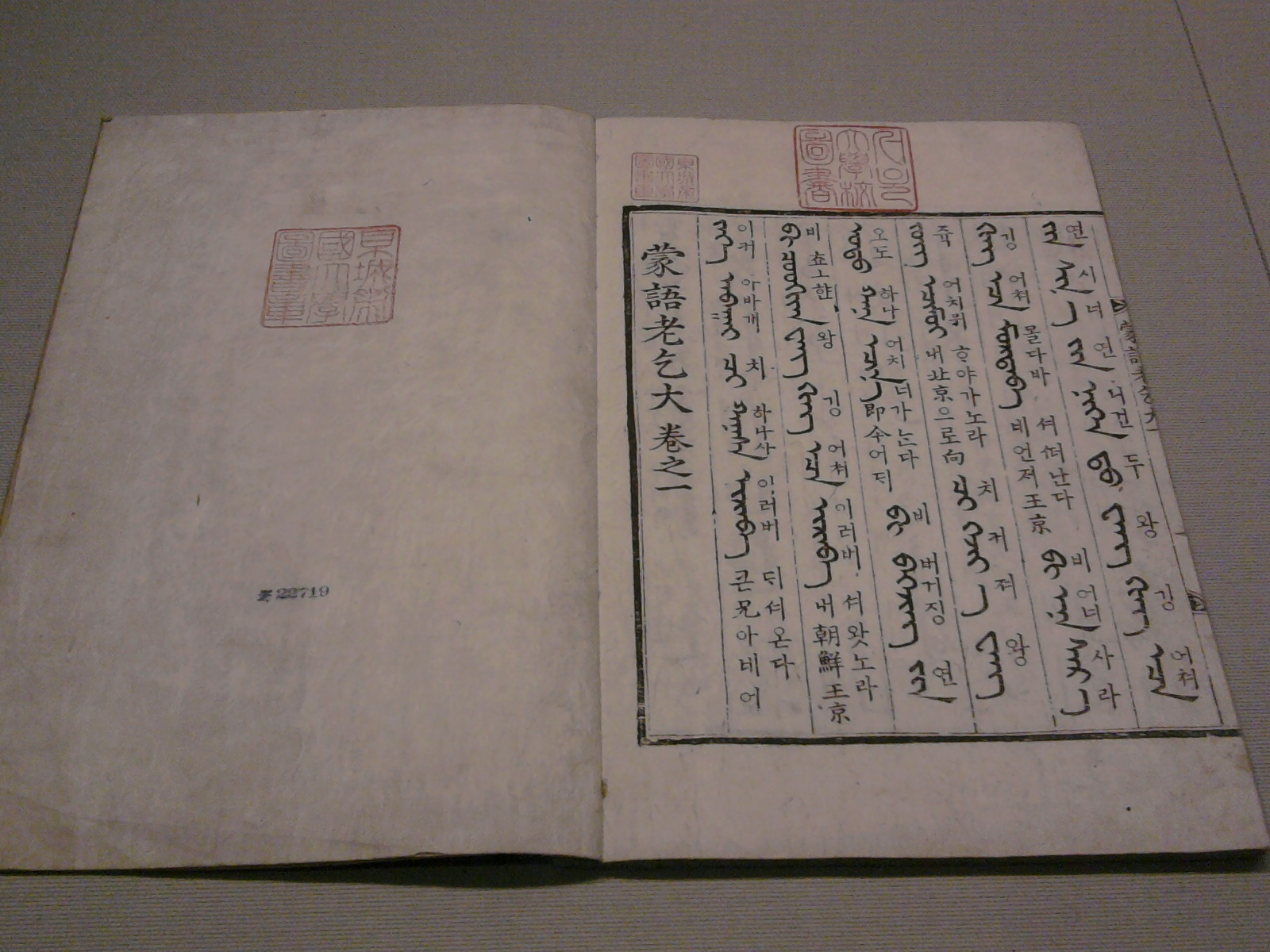
Llibre de text en coreà i Mongol, segle XVIII
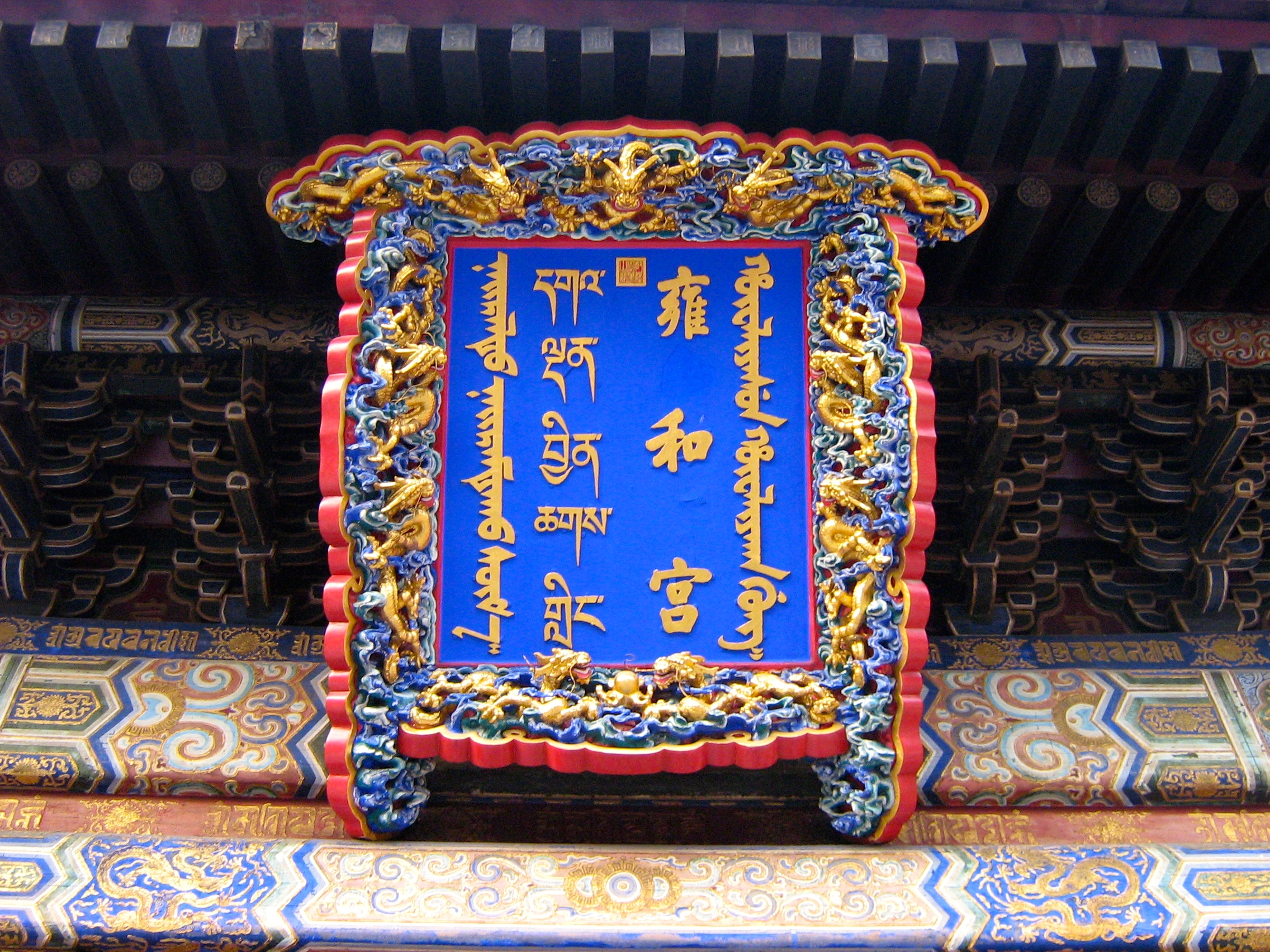
Tauler de 1722 al temple de Yonghe, a Pequín, amb text en xinès i mongol.
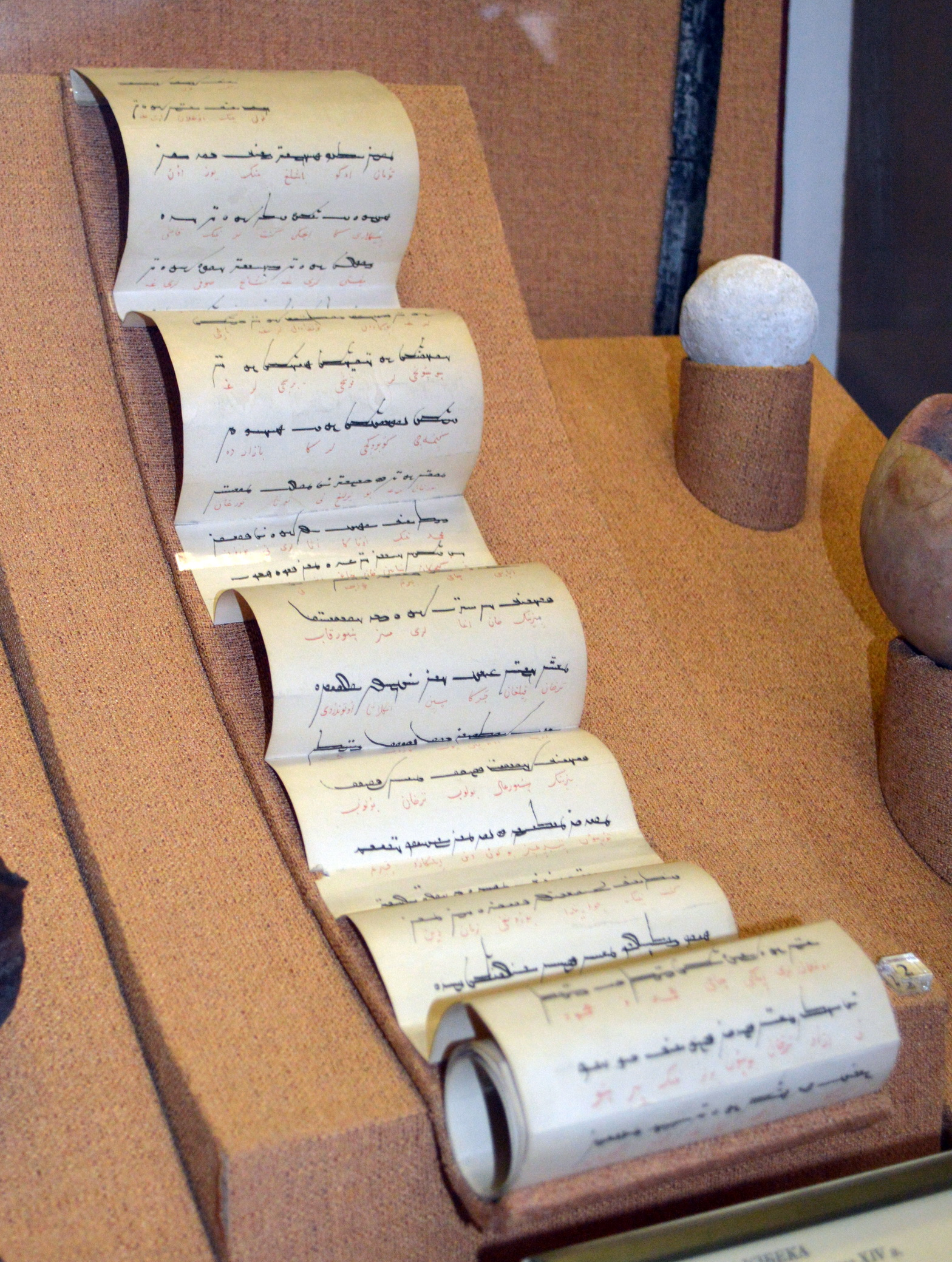
Còpia d'un jarlig de l'Horda d'Or del kan Temür Qutlugh, 1397
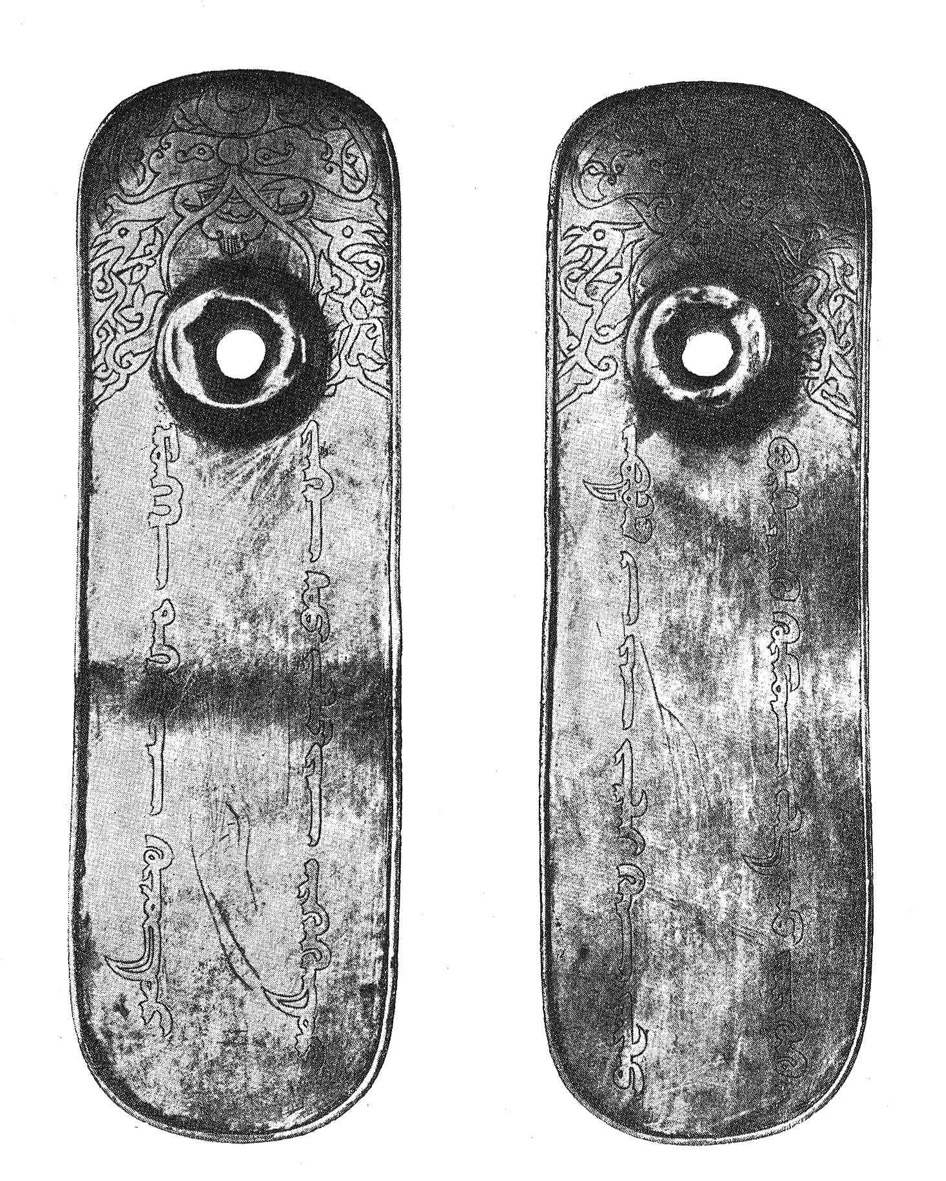
Paiza de l'Horda d'Or, segle XIV
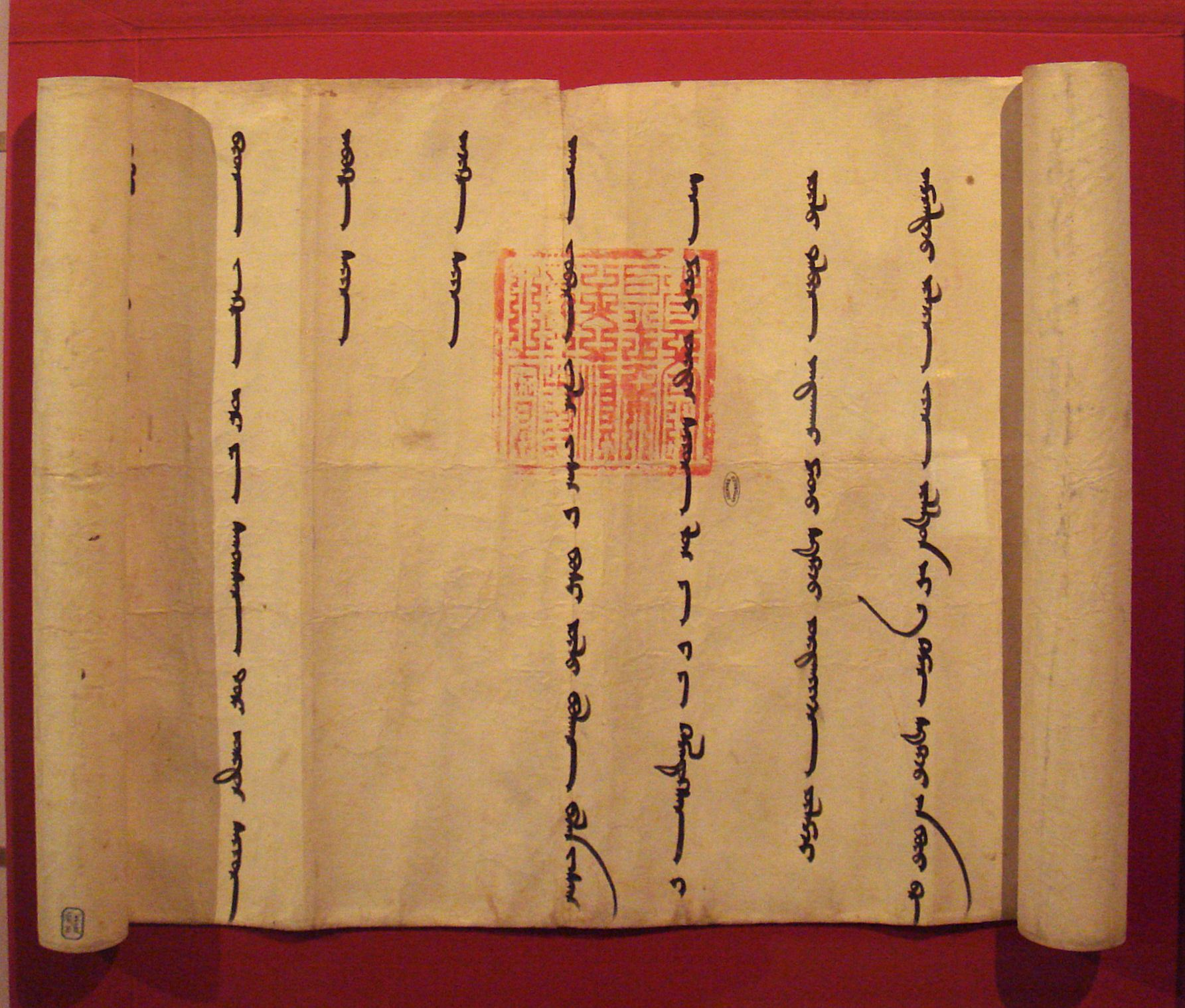
Carta del segon kan Öljaitü a del rei de França Felip IV, 1305
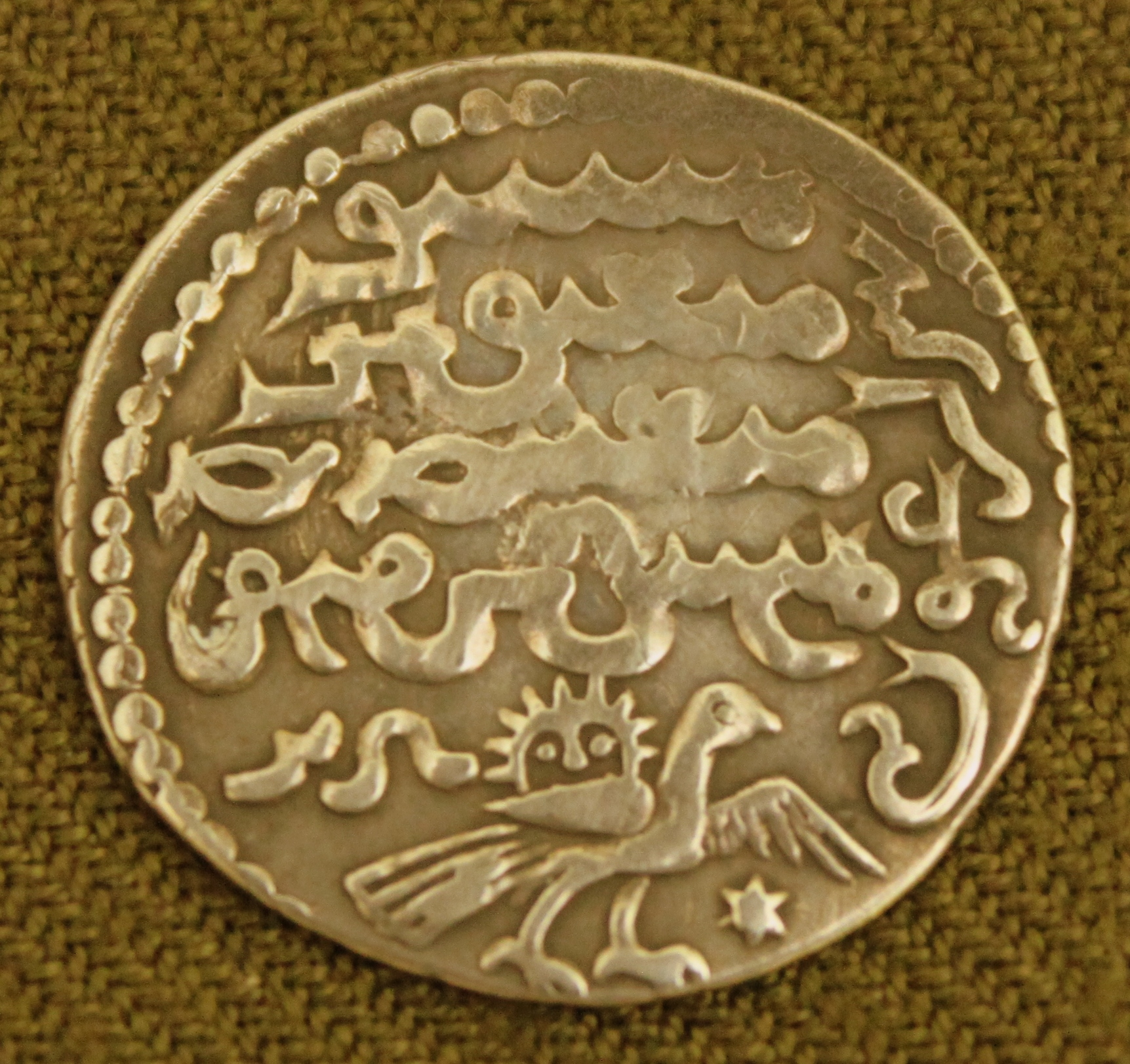
Dirham de plata del regnat del segon kan Arghun, 1297
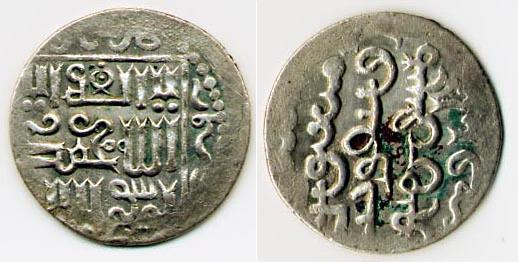
Moneda del regnat del ilkhan Baydu, 1295
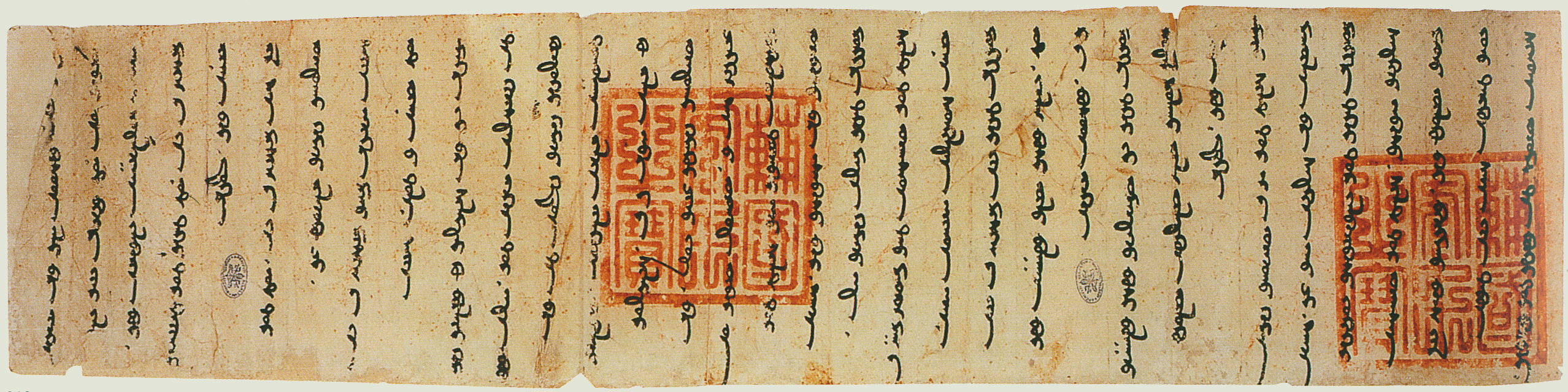
Carta d'Arghun Khan a IV de Nicholas del Papa, 1290
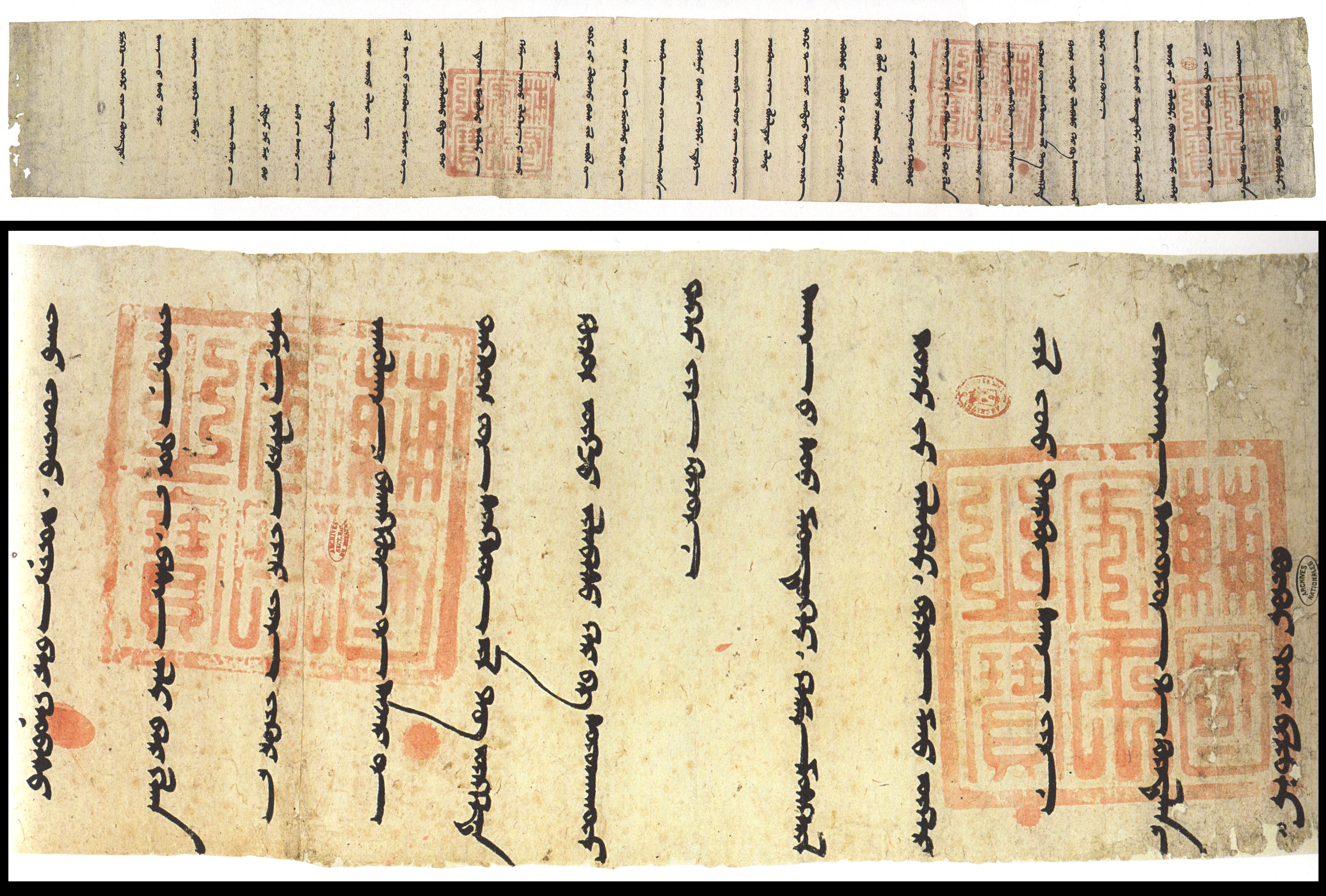
Carta d'Arghun Khan al rei Felip IV de França, 1289
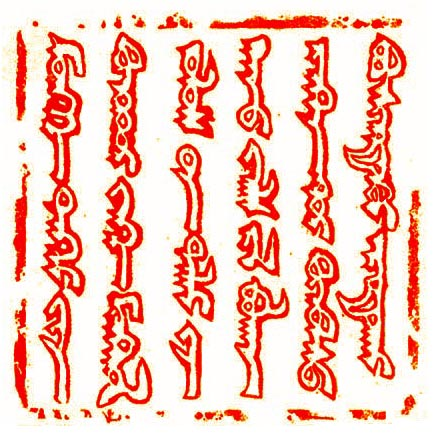
Segell imperial de Güyük Khan en la carta a Papa IV Innocenci, 1246

## Sistemes d'escriptura derivats
L'alfabet mongol ha estat la base dels alfabets de diverses llengües.

### Escriptura clara (alfabet oirat)
El 1648, el monjo budista Oirat Zaya-pandita Namkhaijamco va crear aquesta variant amb l'objectiu d'acostar la llengua escrita a la pronunciació real de l'oirat i facilitar la transcripció del tibetà clàssic i el sànscrit. L'escriptura va ser utilitzada pels Calmucs de Rússia fins al 1924, quan va ser reemplaçada per l'alfabet ciríl·lic. A Xinjiang, Xina, els oirats encara l'utilitzen.

### Alfabet manxú
L'alfabet manxú es va crear a partir de l'escriptura mongol a principis del segle xvii per escriure el manxú. Una variant encara s'utilitza per escriure xibe. També s'utilitza per al Daur. La seva variant plegada, per exemple, es pot trobar en segells xinesos de la dinastia Qing.

### Alfabet Vagindra
Un altre alfabet, que de vegades s'anomena Vagindra o Vaghintara, va ser creat el 1905 pel monjo buriat Agvan Dorjiev (1854–1938). Pretenia també reduir l'ambigüitat, i poder transcriure la llengua russa a més del mongol. El canvi més significatiu, tanmateix, era l'eliminació de les variacions de forma posicionals. Totes les lletres es basen en la variant medial de l'alfabet mongol original.

### Alfabet Evenki
L'emperador Qianlong de la dinastia Qing va identificar erròniament els kitan i la seva llengua amb el Solons, cosa que va portar-lo a utilitzar el solon (Evenki) per "corregir" les transcripcions dels caràcters xinesos de noms kitan en la Història de Liao en el seu projecte "Explicació en llengua nacional de tres històries de Jin Yuan de l'imperi Liao" (欽定遼金元三史國語解/钦定辽金元三史国语解 Qīndìng Liáo Jīn Yuán Sānshǐ Guóyǔjiě). En aquesta obra les paraules evenki estan escrites en alfabet manxú.
Als anys 1980 es va crear un alfabet experimental per a l'Evenki.

## Unicode
L'alfabet mongol va ser afegit al Unicode Estàndard el setembre de 1999 amb la publicació de la versió 3.0.
El bloc d'Unicode per al mongol és U+1800–U+18AF. Inclou lletres, dígits i diverses marques de puntuació per Hudum Mongol, Todo Mongol, Xibe (Manchu), Manxú, i Ali Gali, així com extensions per transcriure sànscrit i tibetà.
| 1800 ᠀ Birga                 | 1801 ᠁ Ellipsis             | 1802 ᠂ Comma               | 1803 ᠃ Full Stop            | 1804 ᠄ Colon                     | 1805 ᠅ Four Dots          | 1806 ᠆ Todo Soft Hyphen     | 1807 ᠇ Sibe Syllable Boundary Marker | 1808 ᠈ Manchu Comma        | 1809 ᠉ Manchu Full Stop  | 180A ᠊ Nirugu              | 180B ᠋ Free Variation Selector One | 180C ᠌ Free Variation Selector Two | 180D ᠍ Free Variation Selector Three | 180E ᠎ Vowel Separator      |                             |
|                              |                             |                            |                             |                                  |                           |                             |                                      |                            |                          |                            |                                   |                                   |                                     |                            |                             |
| 1810 ᠐ Zero                  | 1811 ᠑ One                  | 1812 ᠒ Two                 | 1813 ᠓ Three                | 1814 ᠔ Four                      | 1815 ᠕ Five               | 1816 ᠖ Six                  | 1817 ᠗ Seven                         | 1818 ᠘ Eight               | 1819 ᠙ Nine              |                            |                                   |                                   |                                     |                            |                             |
|                              |                             |                            |                             |                                  |                           |                             |                                      |                            |                          |                            |                                   |                                   |                                     |                            |                             |
| 1820 ᠠ A                     | 1821 ᠡ E                    | 1822 ᠢ I                   | 1823 ᠣ O                    | 1824 ᠤ U                         | 1825 ᠥ Oe                 | 1826 ᠦ Ue                   | 1827 ᠧ Ee                            | 1828 ᠨ Na                  | 1829 ᠩ Ang               | 182A ᠪ Ba                  | 182B ᠫ Pa                         | 182C ᠬ Qa                         | 182D ᠭ Ga                           | 182E ᠮ Ma                  | 182F ᠯ La                   |
| 1830 ᠰ Sa                    | 1831 ᠱ Sha                  | 1832 ᠲ Ta                  | 1833 ᠳ Da                   | 1834 ᠴ Cha                       | 1835 ᠵ Ja                 | 1836 ᠶ Ya                   | 1837 ᠷ Ra                            | 1838 ᠸ Wa                  | 1839 ᠹ Fa                | 183A ᠺ Ka                  | 183B ᠻ Kha                        | 183C ᠼ Tsa                        | 183D ᠽ Za                           | 183E ᠾ Haa                 | 183F ᠿ Zra                  |
| 1840 ᡀ Lha                   | 1841 ᡁ Zhi                  | 1842 ᡂ Chi                 | 1843 ᡃ Todo Long Vowel Sign | 1844 ᡄ Todo E                    | 1845 ᡅ Todo I             | 1846 ᡆ Todo O               | 1847 ᡇ Todo U                        | 1848 ᡈ Todo Oe             | 1849 ᡉ Todo Ue           | 184A ᡊ Todo Ang            | 184B ᡋ Todo Ba                    | 184C ᡌ Todo Pa                    | 184D ᡍ Todo Qa                      | 184E ᡎ Todo Ga             | 184F ᡏ Todo Ma              |
| 1850 ᡐ Todo Ta               | 1851 ᡑ Todo Da              | 1852 ᡒ Todo Cha            | 1853 ᡓ Todo Ja              | 1854 ᡔ Todo Tsa                  | 1855 ᡕ Todo Ya            | 1856 ᡖ Todo Wa              | 1857 ᡗ Todo Ka                       | 1858 ᡘ Todo Gaa            | 1859 ᡙ Todo Haa          | 185A ᡚ Todo Jia            | 185B ᡛ Todo Nia                   | 185C ᡜ Todo Dza                   | 185D ᡝ Sibe E                       | 185E ᡞ Sibe I              | 185F ᡟ Sibe Iy              |
| 1860 ᡠ Sibe Ue               | 1861 ᡡ Sibe U               | 1862 ᡢ Sibe Ang            | 1863 ᡣ Sibe Ka              | 1864 ᡤ Sibe Ga                   | 1865 ᡥ Sibe Ha            | 1866 ᡦ Sibe Pa              | 1867 ᡧ Sibe Sha                      | 1868 ᡨ Sibe Ta             | 1869 ᡩ Sibe Da           | 186A ᡪ Sibe Ja             | 186B ᡫ Sibe Fa                    | 186C ᡬ Sibe Gaa                   | 186D ᡭ Sibe Haa                     | 186E ᡮ Sibe Tsa            | 186F ᡯ Sibe Za              |
| 1870 ᡰ Sibe Raa              | 1871 ᡱ Sibe Cha             | 1872 ᡲ Sibe Zha            | 1873 ᡳ Manchu I             | 1874 ᡴ Manchu Ka                 | 1875 ᡵ Manchu Ra          | 1876 ᡶ Manchu Fa            | 1877 ᡷ Manchu Zha                    |                            |                          |                            |                                   |                                   |                                     |                            |                             |
|                              |                             |                            |                             |                                  |                           |                             |                                      |                            |                          |                            |                                   |                                   |                                     |                            |                             |
| 1880 ᢀ Ali Gali Anusvara One | 1881 ᢁ Ali Gali Visarga One | 1882 ᢂ Ali Gali Damaru     | 1883 ᢃ Ali Gali Ubadama     | 1884 ᢄ Ali Gali Inverted Ubadama | 1885 ᢅ Ali Gali Baluda     | 1886 ᢆ Ali Gali Three Baluda | 1887 ᢇ Ali Gali A                    | 1888 ᢈ Ali Gali I          | 1889 ᢉ Ali Gali Ka       | 188A ᢊ Ali Gali Nga        | 188B ᢋ Ali Gali Ca                | 188C ᢌ Ali Gali Tta               | 188D ᢍ Ali Gali Ttha                | 188E ᢎ Ali Gali Dda        | 188F ᢏ Ali Gali Nna         |
| 1890 ᢐ Ali Gali Ta           | 1891 ᢑ Ali Gali Da          | 1892 ᢒ Ali Gali Pa         | 1893 ᢓ Ali Gali Pha         | 1894 ᢔ Ali Gali Ssa              | 1895 ᢕ Ali Gali Zha       | 1896 ᢖ Ali Gali Za          | 1897 ᢗ Ali Gali Ah                   | 1898 ᢘ Todo Ali Gali Ta    | 1899 ᢙ Todo Ali Gali Zha | 189A ᢚ Manchu Ali Gali Gha | 189B ᢛ Manchu Ali Gali Nga        | 189C ᢜ Manchu Ali Gali Ca         | 189D ᢝ Manchu Ali Gali Jha          | 189E ᢞ Manchu Ali Gali Tta | 189F ᢟ Manchu Ali Gali Ddha |
| 18A0 ᢠ Manchu Ali Gali Ta    | 18A1 ᢡ Manchu Ali Gali Dha  | 18A2 ᢢ Manchu Ali Gali Ssa | 18A3 ᢣ Manchu Ali Gali Cya  | 18A4 ᢤ Manchu Ali Gali Zha       | 18A5 ᢥ Manchu Ali Gali Za | 18A6 ᢦ Ali Gali Half U      | 18A7 ᢧ Ali Gali Half Ya              | 18A8 ᢨ Manchu Ali Gali Bha | 18A9 ᢩ Ali Gali Dagalga   | 18AA ᢪ Manchu Ali Gali Lha |                                   |                                   |                                     |                            |                             |

El bloc suplementari mongol (U+11660–U+1167F) va ser afegit al Unicode Estàndard dins juny, 2016 amb la publicació de la versió 9.0: